# La Tessoualle
La Tessoualle ist eine französische Gemeinde mit 3.178 Einwohnern (Stand: 1. Januar 2022) im Département Maine-et-Loire in der Region Pays de la Loire. Sie gehört zum Arrondissement Cholet und ist Mitglied im Gemeindeverband Cholet Agglomération. Die Einwohner werden Tessouallais und Tessouallaises genannt.
Die Gemeinde erhielt 2023 die Auszeichnung „Eine Blume“, die vom Conseil national des villes et villages fleuris (CNVVF) im Rahmen des jährlichen Wettbewerbs der blumengeschmückten Städte und Dörfer verliehen wird.

## Geografie

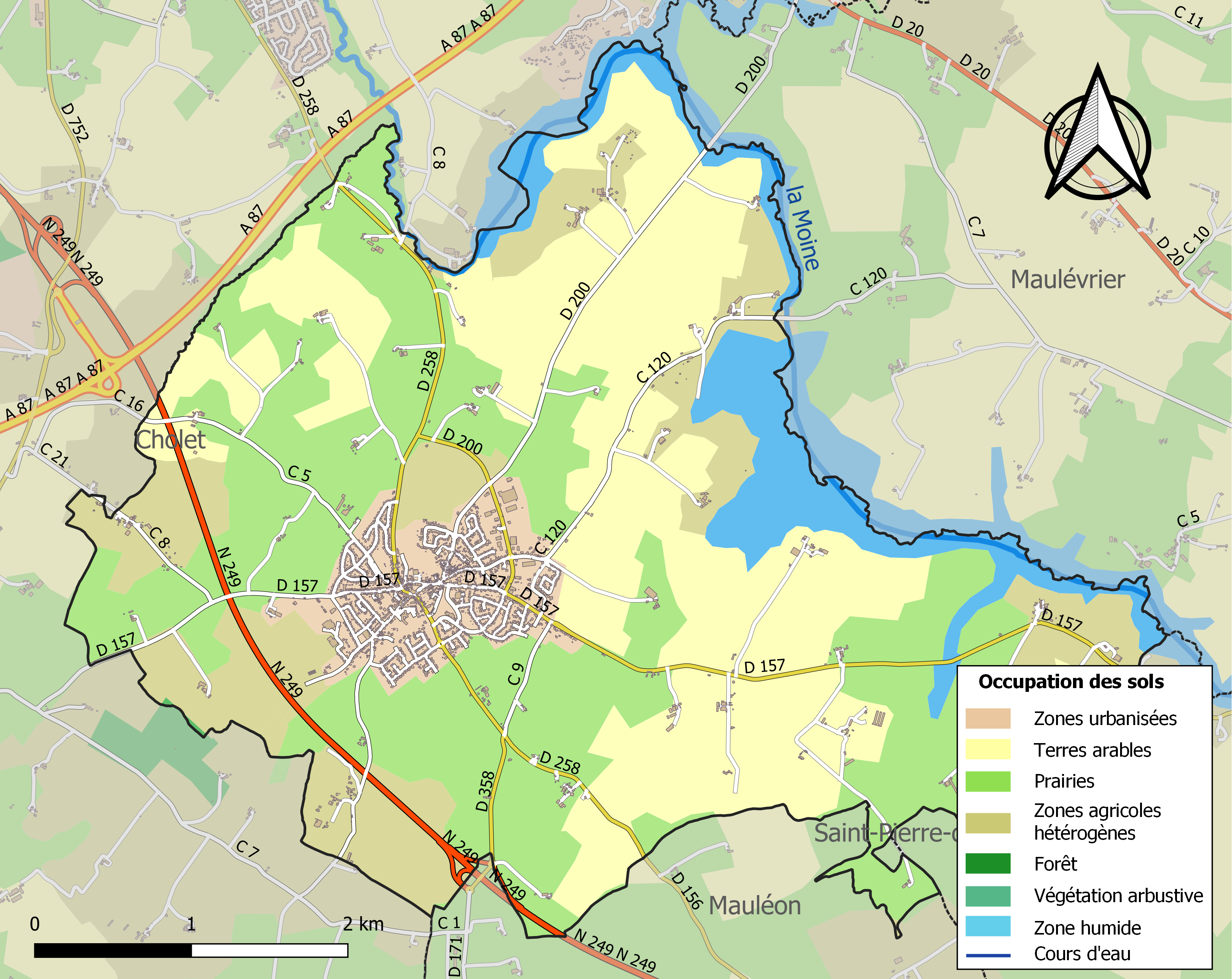
Bodennutzung, Hydrografie und Infrastruktur der Gemeinde (2018)

La Tessoualle liegt etwa 6,5 Kilometer südsüdöstlich von Cholet und etwa 57 Kilometer südsüdwestlich von Angers in der Région naturelle Mauges. Die Gemeinde erstreckt sich am südlichen Rand des Départements an der Grenze zum benachbarten Département Deux-Sèvres. Sie befindet sich im Einzugsgebiet der Loire. Die Moine begrenzt die Gemeinde im Osten, Nordosten und Norden. Sie wird zunächst zum Lac du Verdon aufgestaut, im weiteren Verlauf erneut zusammen mit dem Trézon zum Lac du Ribou aufgestaut. Weitere Fließgewässer, die als linke Nebenflüsse in der Gemeinde in die Moine münden, sind die Rivière Noire, der Ruisseau des Arcis, der Ruisseau de Touchou, der Ruisseau de la Mercerie, der Ruisseau des Loges und verschiedene kleinere Bäche.
Teile des Gebiets von La Tessoualle gehören zu den ZNIEFF-Naturzonen „Lac du Verdon“ (520005709) und „Crête du Puy-Saint-Bonnet“ (520012920). Etwa 86 % der Fläche der Gemeinde werden landwirtschaftlich genutzt, der Anteil an Wasserflächen beträgt etwa 7 %, der bebauten Flächen 7 %.
Umgeben wird La Tessoualle von den Nachbargemeinden Cholet im Norden und Westen, Maulévrier im Osten, Saint-Pierre-des-Échaubrognes (Département Deux-Sèvres) im Südosten sowie Mauléon (Département Deux-Sèvres) im Süden und Südosten.

## Bevölkerungsentwicklung

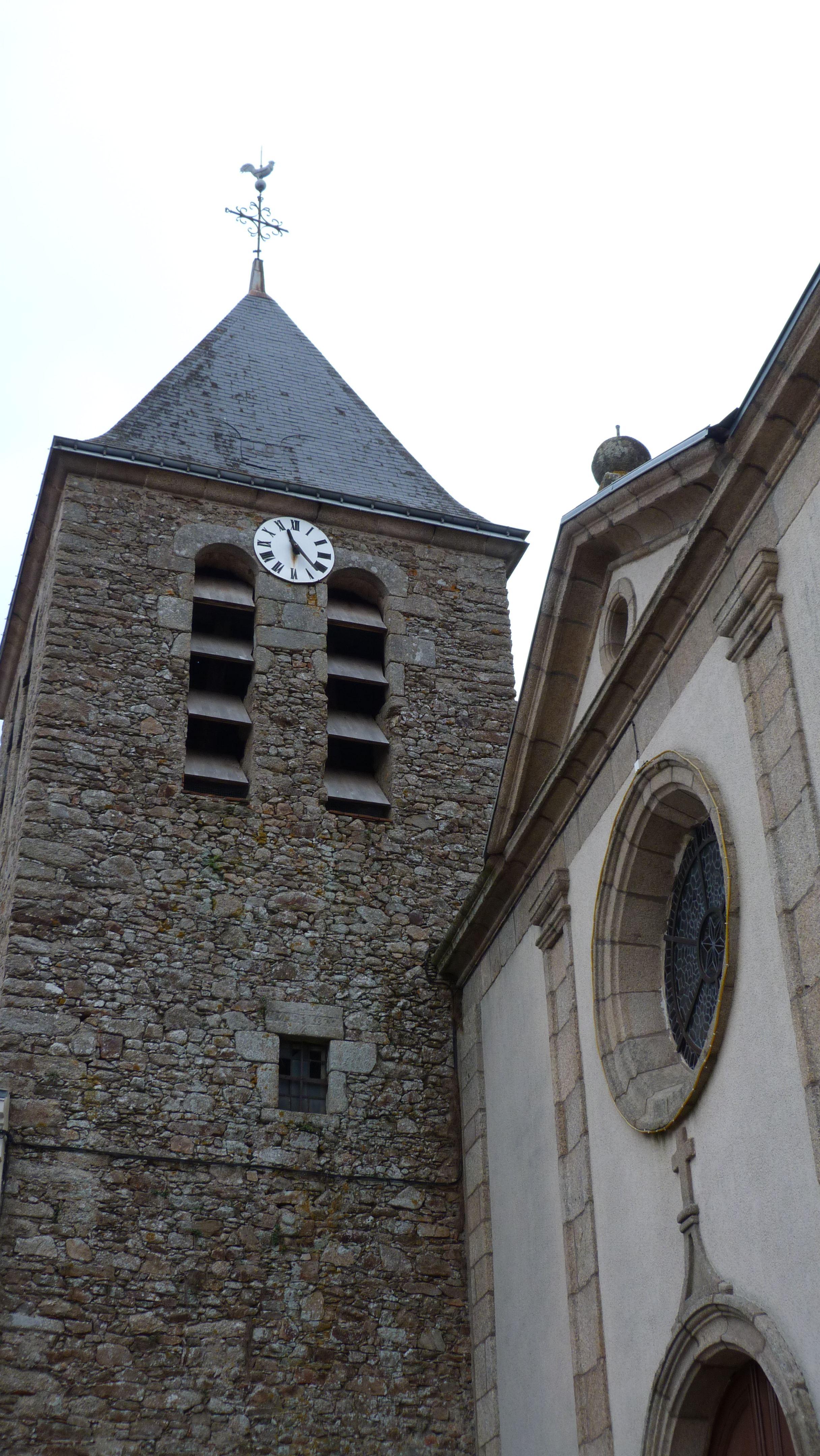
Glockenturm der Kirche Notre-Dame

| La Tessoualle: Einwohnerzahlen von 1793 bis 2020                                                                           | La Tessoualle: Einwohnerzahlen von 1793 bis 2020 | La Tessoualle: Einwohnerzahlen von 1793 bis 2020 | La Tessoualle: Einwohnerzahlen von 1793 bis 2020 | La Tessoualle: Einwohnerzahlen von 1793 bis 2020 |
| --- | ------------------------------------------------ | ------------------------------------------------ | ------------------------------------------------ | ------------------------------------------------ |
| Jahr |                                                  |                                                  |                                                  | Einwohner                                        |
| 1793 | 1793                                             |                                                  | 1.723                                            | 1.723                                            |
| 1800 | 1800                                             |                                                  | 1.687                                            | 1.687                                            |
| 1806 | 1806                                             |                                                  | 1.086                                            | 1.086                                            |
| 1821 | 1821                                             |                                                  | 1.194                                            | 1.194                                            |
| 1831 | 1831                                             |                                                  | 1.415                                            | 1.415                                            |
| 1836 | 1836                                             |                                                  | 1.488                                            | 1.488                                            |
| 1841 | 1841                                             |                                                  | 1.480                                            | 1.480                                            |
| 1846 | 1846                                             |                                                  | 1.554                                            | 1.554                                            |
| 1851 | 1851                                             |                                                  | 1.511                                            | 1.511                                            |
| 1856 | 1856                                             |                                                  | 1.608                                            | 1.608                                            |
| 1861 | 1861                                             |                                                  | 1.712                                            | 1.712                                            |
| 1866 | 1866                                             |                                                  | 1.620                                            | 1.620                                            |
| 1872 | 1872                                             |                                                  | 1.495                                            | 1.495                                            |
| 1876 | 1876                                             |                                                  | 1.529                                            | 1.529                                            |
| 1881 | 1881                                             |                                                  | 1.484                                            | 1.484                                            |
| 1886 | 1886                                             |                                                  | 1.453                                            | 1.453                                            |
| 1891 | 1891                                             |                                                  | 1.424                                            | 1.424                                            |
| 1896 | 1896                                             |                                                  | 1.377                                            | 1.377                                            |
| 1901 | 1901                                             |                                                  | 1.281                                            | 1.281                                            |
| 1906 | 1906                                             |                                                  | 1.227                                            | 1.227                                            |
| 1911 | 1911                                             |                                                  | 1.217                                            | 1.217                                            |
| 1921 | 1921                                             |                                                  | 1.051                                            | 1.051                                            |
| 1926 | 1926                                             |                                                  | 1.111                                            | 1.111                                            |
| 1931 | 1931                                             |                                                  | 1.137                                            | 1.137                                            |
| 1936 | 1936                                             |                                                  | 1.144                                            | 1.144                                            |
| 1946 | 1946                                             |                                                  | 1.212                                            | 1.212                                            |
| 1954 | 1954                                             |                                                  | 1.352                                            | 1.352                                            |
| 1962 | 1962                                             |                                                  | 1.517                                            | 1.517                                            |
| 1968 | 1968                                             |                                                  | 1.648                                            | 1.648                                            |
| 1975 | 1975                                             |                                                  | 2.052                                            | 2.052                                            |
| 1982 | 1982                                             |                                                  | 2.677                                            | 2.677                                            |
| 1990 | 1990                                             |                                                  | 2.781                                            | 2.781                                            |
| 1999 | 1999                                             |                                                  | 2.941                                            | 2.941                                            |
| 2006 | 2006                                             |                                                  | 3.023                                            | 3.023                                            |
| 2013 | 2013                                             |                                                  | 3.076                                            | 3.076                                            |
| 2020 | 2020                                             |                                                  | 3.195                                            | 3.195                                            |
| Quelle(n): EHESS/Cassini bis 1999, INSEE ab 2006 Anmerkung(en): Ab 1962 offizielle Zahlen ohne Einwohner mit Zweitwohnsitz |                                                  |                                                  |                                                  |                                                  |

## Sehenswürdigkeiten
- Kirche Notre-Dame, 1820 erbaut, nachdem die alte Kirche 1794 abgebrannt war
- Staumauer und See Verdon
- Waschhaus von 1899

## Verkehr
Die autobahnähnlich ausgebaute Route nationale 249 von Nantes über Cholet nach Bressuire über Mauléon durchquert das Gebiet der Gemeinde von Nordwest nach Südost mit einer Anschlussstelle südlich des Zentrums. Die Departementsstraße D 258 verbindet La Tessoualle mit Cholet im Nordwesten und mit Mauléon im Südosten. Die Departementsstraße D 157 führt nach Mortagne-sur-Sèvre über den Ortsteil Le Puy-Saint-Bonnet von Cholet im Westen und nach Maulévrier und Saint-Pierre-des-Échaubrognes im Osten. Eine Buslinie der Transportgesellschaft Choletbus des Gemeindeverbands verbindet die Gemeinde mit dem Zentrum von Cholet und mit dem Ortsteil Le Puy-Saint-Bonnet.

## Persönlichkeiten
- André Mocquereau (1849–1930), Benediktinermönch und Musiktheoretiker

## Gemeindepartnerschaft
Mit der deutschen Gemeinde Zwiefalten in Baden-Württemberg besteht seit 1973 eine Partnerschaft.